# Perxénate de baryum
Le perxénate de baryum est un composé chimique de formule Ba2XeO6. C'est le sel de baryum et d'acide perxénique H4XeO6. Il se dissocie dans l'eau en xénon et un précipité d'hydroxyde de baryum hydraté. Il est utilisé pour la préparation du tétraoxyde de xénon avec l'acide sulfurique concentré :
Ba2XeO6(s) + 2 H2SO4(aq) → H4XeO6(aq) + 2 BaSO4(s).
Cette réaction est similaire à celle utilisée pour préparer le peroxyde d'hydrogène H2O2 à partir de peroxyde de baryum BaO2 et d'acide sulfurique concentré.